# Alejandro Seoane
Alejandro Seoane es un músico y productor argentino que trabajó con músicos como Los Violadores, con quienes participó en numerosas ocasiones, tanto en vivo como en grabaciones. Además se asoció musicalmente con la cantante Sissi Hansen durante casi toda su carrera, desde que edita su primer disco "Mi Religión" (1986). Forman el grupo Santa a mediados de los 90, y en 1997 editan un disco en toda América del Norte a través del sello de Rudy Sarzo (bajista de Quiet Riot)
Fue productor del sello Radio Trípoli en la década de 1990, produciendo bandas como Martes Menta. En 2004 produce "El Monopolio de las Palabras", debut como solista de Pil, líder de Los Violadores. 
Sus primeros acercamientos con el Chill Out fueron en 1999, cuando el sello Music Brokers edita "Café Ibiza", un compilado para el mercado europeo. En esa etapa produce artistas españoles para Warner, compone la música de las últimas cinco películas de Raúl Perrone, y fue uno de los responsables de Coral Beatles: canciones de Los Beatles cantadas por el Coro Kennedy. Luego forma Buddha Sounds, y desde 2002 lleva editados cuatro discos. En 2004, luego de haber ganado el premio Gardel de música electrónica por Buddha Sounds, conoció a Jaime Torres. De la unión de ambos surge "Electroplano", un disco donde fusionan sonidos del Altiplano con música electrónica.
En noviembre de 2009 llega a las bateas "New Mantrams", el quinto disco de Buddha Sounds que fue presentado en diciembre en el teatro ND Ateneo.

## Discografía
- Con Sissi Hansen

1. "Mi religión" (1986)
2. "Sissi Hansen & Vogue" (1992)
3. "Decadente entusiasta" (2001)

- Santa

1. "Adrenalina" (1997)

- Stukas en Vuelo

1. "Stukas en Vuelo" (1992)

- Stukapil

1. Stukapil (1999)

- Los Violadores

1. En Vivo y Ruidoso II (2003)

- Varios

1. "Cafe Ibiza" (1999)
2. "Tributo a Los Violadores" (1999

- Buddha Sounds

1. I (2002)Chill in India
2. II "The Arabic Dream" (2003)
3. III "Chill In Tibet" (2003)
4. IV "Inner" (2007)
5. V "New Mantrams" (2009)

- Solista

1. "Sounds of Reiki" (2006)

- Como Productor

1. "17 Caramelos" - Martes Menta (1992)
2. "Frontera de luz" - El Río Sabe (1993)
3. "El Monopolio de las Palabras" - Pil (2004)

≠ Cifu y La Calaña sound (2003) (Spain)
1. "Two Lights" - Orleya (2004) (spain)

≠ The Look of Love ‘Ndea Davenport - The Brand New Heavys (spain)
≠ Panorama "Brenda" (spain)
≠ Fill it under Deep Hause Lalann
≠ Ibiza Loungr Collection
1. "Electroplano" - Jaime Torres (2007)

≠ Punta del este chill sesions
≠ The chill out room
≠ How deep is your house Lalann
≠ Del Pita pita del Coca Cola Spain
≠ No es solo amor Massey
≠ Spirit House Australia
≠ Tealosophy Ines Berton
≠ Buenos Aires - Paris volumen 1 2 y 3
≠ Mi Angel Rey Morao (spain)
≠ Chill n'Flamenco
≠ Chill n'Orient
≠ Sara Vega (spain)
≠ Looking for Paradise Alejandro Sanz - Alicia Keys (spain)
≠ Nuestro amor será leyenda Alejandro Sanz (spain)
≠ Miguel Bosé (spain) 
Música para películas
≠ Bullying de josetxo San Mateo (spain)
≠ Sex and the city 2 EE. UU.